# Vinzenz Wohlwend

Abtswappen von Vinzenz Wohlwend

Vinzenz Wohlwend OCist (* 15. Oktober 1969 in Grabs, Schweiz als Rudolf Wohlwend) ist ein liechtensteinisch-österreichischer Zisterzienser, Abt der Territorialabtei Wettingen-Mehrerau, Vorarlberg und Abtpräses der Zisterzienserkongregation von Mehrerau.

## Leben
Vinzenz Wohlwend wuchs als zweites von vier Kindern seiner Eltern in Schaan, Liechtenstein auf. Von 1981 bis 1989 besuchte er das Gymnasium der Zisterzienser in der Mehrerau. Nach der Matura studierte er Katholische Theologie in Salzburg, Einsiedeln (CH) und Benediktbeuern (D). Im Jahr 1990 begann er das Noviziat in der Mehrerau und wurde am 19. September 1998 von Maximilian Aichern zum Priester geweiht. 1997 bis 2009 war er Erzieher am Collegium Bernardi in Bregenz, ab 1999 war er dort Religionslehrer. 2009 wurde er von Abt Anselm van der Linde zum Prior und Novizenmeister der Abtei Mehrerau ernannt.
Wohlwend wurde am 1. August 2018 nach dem Rücktritt von Abt Anselm von Papst Franziskus als Apostolischer Administrator der Abtei eingesetzt.
Am 19. September 2018 wählte das Kapitel des Klosters ihn unter Vorsitz von Abt Andreas Range aus Marienstatt zum Nachfolger von Anselm van der Linde. Papst Franziskus bestätigte seine Wahl und ernannte ihn am 23. November 2018 zum Territorialabt von Wettingen-Mehrerau.
Die Abtsweihe fand am 2. Jänner 2019 in der Abteikirche von Wettingen-Mehrerau statt. 
Als Abt einer Gebietsabtei (ehemals Gefreite Abtei genannt) ist Vinzenz Wohlwend Mitglied der Österreichischen Bischofskonferenz. In ihr nimmt er folgende Agenden wahr: er ist Mitglied der Katechetischen Kommission und zuständig für die Ordensgemeinschaften (gemeinsam interimistisch mit Erzbischof Franz Lackner). Als sogenannter geborener Abtpräses leitet er die internationale Zisterzienserkongregation von Mehrerau. 
Vinzenz Wohlwend ist Mitglied des Ritterordens vom Heiligen Grab zu Jerusalem und Prior der Komturei Bregenz.
Wohlwend sprach sich nach der päpstlichen Klarstellung in Ordinatio sacerdotalis (Johannes Paul II., 1994) wiederholt für die Einführung des Frauenpriestertums in der römisch-katholischen Kirche aus.